# Aeródromo de Huetamo
El Aeródromo de Huetamo (Código ICAO:MM73 - Código DGAC: HTM) es una pequeña pista de aterrizaje ubicada al sureste de la comunidad de El Rosario en el municipio de Huetamo, Michoacán, México. El aeródromo cuenta con una pista de aterrizaje sin iluminación con orientación 16/34 de 1,630 metros de largo y 15 metros de ancho, además de una rampa de estacionamiento de 9,700 metros cuadrados. Actualmente es operado por el gobierno de Michoacán.

## Estadísticas

### Pasajeros
El Aeródromo de Huetamo contaba con vuelos regulares a Morelia y Santa Bárbara (Ciudad Altamirano) durante la existencia de Aero Sudpacífico.
Sólo se muestra muestran vuelos comerciales regulares y vuelos de fletamento, no se incluyen vuelos militares ni de aviación general.
| Año  | Vuelos | Pasajeros |
| 1992 | 105    | 343       |
| 1993 | 8      | 98        |
| 1994 | 0      | 0         |
| 1995 | 45     | 131       |
| ---- | ------ | --------- |

## Accidentes e incidentes
- El 29 de marzo de 1983 una aeronave Cessna de modelo y matrícula desconocidos, operada por Aerolíneas Colibrí que cubría un vuelo de carga entre el Aeropuerto de Morelia y el Aeródromo de Huetamo impactó contra una torre de alta tensión de Teléfonos de México durante su aproximación, matando a sus 3 ocupantes. La aeronave transportaba dinero en efectivo para el banco Banamex.[4]

- El 17 de febrero de 1997 una aeronave Curtiss C-46 con matrícula apócrifa N1442V se estrelló mientras intentaba un aterrizaje nocturno en el Aeródromo de Huetamo, siendo consumido por un incendio. Se desconoce la procedencia de la aeronave y se presume que realizaba un vuelo ilegal con tráfico de drogas. No se encontraron lesionados.[5]